# El Malagón
El Malagón är en fornlämning i Spanien.   Den ligger i provinsen Provincia de Granada och regionen Andalusien, i den sydöstra delen av landet, 300 km söder om huvudstaden Madrid. El Malagón ligger 1 155 meter över havet.
Terrängen runt El Malagón är varierad, och sluttar västerut. Runt El Malagón är det glesbefolkat, med 9 invånare per kvadratkilometer. Närmaste större samhälle är Oria, 13,9 km sydost om El Malagón. Omgivningarna runt El Malagón är i huvudsak ett öppet busklandskap.